# Ella Ramsay
Ella Ramsay, född 12 juli 2004 i Ipswich, är en australisk simmare.

## Karriär
Vid OS 2024 ingick hon i det australiska laget som kvalificerade sig till final på 4 x 100 meter medley som sedan tog silver.